# Hindenburg (Altmark)
Hindenburg (Altmark) este o comună din landul Saxonia-Anhalt, Germania.